# Palumbungan Kulon
Palumbungan Kulon is een bestuurslaag in het regentschap Purbalingga van de provincie Midden-Java, Indonesië. Palumbungan Kulon telt 1726 inwoners (volkstelling 2010).